# Anax speratus
Anax speratus là một loài chuồn chuồn ngô thuộc họ Aeshnidae. Nó được tìm thấy ở Angola, Botswana, Cộng hòa Dân chủ Congo, Ethiopia, Ghana, Kenya, Malawi, Mozambique, Namibia, Nigeria, Sierra Leone, Somalia, Nam Phi, Sudan, Tanzania, Togo, Uganda, Zambia, Zimbabwe, và có thể cả Burundi. Môi trường sống tự nhiên của chúng là sông ngòi, sông có nước theo mùa, và suối nước ngọt.